# Burnham állomás

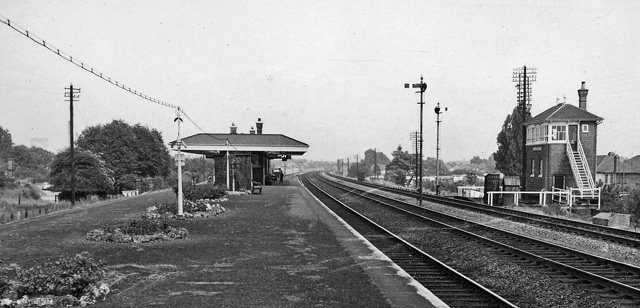
Az állomás 1961-ben

Burnham állomás Slough egyik vasútállomása Berkshire megyében, Angliában. Az állomás korábban a Buckinghamshire megyei Burnham községhez tartozott, és az 1974-es megyerendezés során került át a szomszéd megye városához. A vasútállomás a Great Western fővonalon helyezkedik el Paddingtontól 33 kilométerre, Taplow és Slough állomások között.
A vasútállomást 1899. július 1-jén nyitotta meg a Great Western Railway még Burnham Beeches néven. 1930. szeptember 1-jén átnevezték Burnham (Bucks), majd 1975. május 5-én csak simán Burnham névre, habár Burnham (Buckinghamshire) és Burnham (Berkshire) néven is hivatkoznak rá. Az állomást 1917. április 2-a és 1919. március 3-a között zárva tartották az első világháború miatt.
Burnham állomás a Crossrail nyugati ágának egyik állomása lesz, ezért 2017 végén a TfL Rail átvette a vasútállomás üzemeltetését.

## Forgalom
Az állomást főként a Gread Western a British Rail 165 sorozatú és 166 sorozatú motorvonatai szolgálják ki, melyek Paddington és Reading között közlekednek. Burnham egy szigetperonnal rendelkezik, ahonnan az egyes vágányról Reading felé, a kettesről pedig Paddington felé indít vonatokat. A vonatok átlagosan fél óránként követik egymást min a két irányban. Esténként és hétvégenként Reading helyett Oxfordig közlekednek a vonatok.
Mivel Burnham csupán egy pár átmenő vágánnyal rendelkezik, ezért az állomás vágányain tartott karbantartások miatt a vasútállomáson le kell állítani a forgalmat, a személyvonatok pedig elkerülik az állomást. Ilyenkor vonatpótló autóbuszokkal érhető el az állomás.

## Fordítás
- Ez a szócikk részben vagy egészben  a   Burnham railway station című angol Wikipédia-szócikk fordításán alapul.  Az eredeti cikk szerkesztőit annak laptörténete sorolja fel. Ez a jelzés csupán a megfogalmazás eredetét és a szerzői jogokat jelzi, nem szolgál a cikkben szereplő információk forrásmegjelöléseként.